# Timbrele poștale și istoria poștală ale României

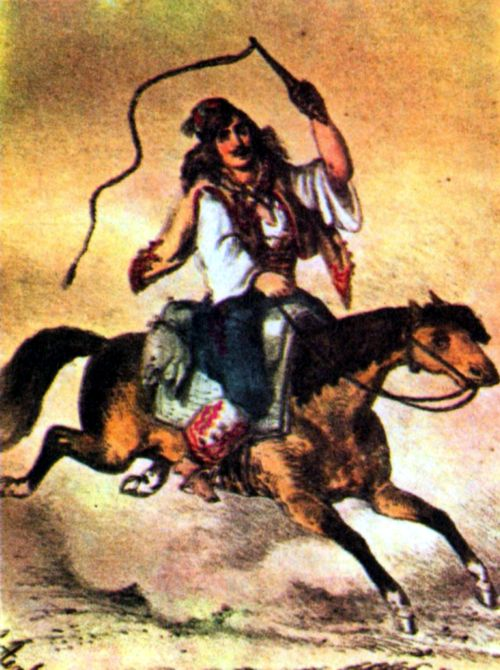
Poștaș moldovean la jumătatea secolului al XIX-lea. Litografie de A. Asachi

Poșta este o instituție publică care asigură primirea, transportul și distribuția scrisorilor, telegramelor, mandatelor și coletelor poștale. Termenul poștă derivă de la participiul trecut feminin al verbului ponere (a pune). Posita desemna locul, releul unde se aflau cai  pentru schimb, pregătiți pentru drum. La singular, posita însemna un singur releu, iar pluralul positae desemna toate releele de pe un traseu.

## Istorie poștală
Căile de comunicație au apărut o dată cu istoria societății umane, din necesitatea transmiterii știrilor, circulației mărfurilor și călătorilor. Serviciile organizate au apărut din nevoia de a parcurge în scurt timp și în condiții de siguranță anumite distanțe.

### Poșta în România
Pe teritoriul României au fost atestate, din perioada de dinaintea cuceririi Daciei de către Imperiul roman, o serie de drumuri naturale cu scop comercial și militar, care se întindeau de-a lungul apelor. O rețea deasă de drumuri a fost construită după cucerirea Daciei și a fost introdus serviciul poștal cu organizare similară celei din restul imperiului roman. După retragerea aureliană, poșta a înregistrat un moment de declin și dezorganizare, reapărând în secolul al XIV-lea, o dată cu constituirea statelor feudale independente Moldova și Țara Românească. Domnitorii români au dus întotdeauna o politică externă activă și erau la curent cu toate evenimentele internaționale din acele timpuri. Domnii aveau curieri cunoscuți sub numele de „călărași” și „lipcani” care străbăteau cu repeziciune distanțe mari. Creșterea numărului călărașilor a dus la apariția olacului. Locuitorii satelor și târgurilor aflate pe traseu erau obligați să pună la dispoziție așa-numitul „cal de olac”, să întrețină caii și să se ocupe de procurarea nutrețului. Poșta din acele vremuri satisfăcea doar nevoile statului, ale dregătorilor și solilor străini și foarte rar ale particularilor.
În secolul al XVI-lea poșta a trecut sub autoritatea marelui postelnic și nu a cunoscut modificări notabile până la mijlocul secolului al XVII-lea când au fost introduse relee de poștă, cunoscute sub denumirea de menziluri. Cele mai importante drumuri de poșta din acea perioadă erau în Moldova: Iași - Bârlad - Galați și Iași - Hârlău - Cernăuți și în Țara Românească: București - Târgoviște, București - Pitești - Craiova, București - Silistra sau Giurgiu. În ambele principate existau și o serie de drumuri secundare. În Transilvania s-a dezvoltat o rețea deasă de drumuri, în relație cu marile centre comerciale și meșteșugărești: Brașov, Sibiu și Bistrița. Între Transilvania și Țara Românească existau drumuri comerciale, de-a lungul cursurilor râurilor Buzău, Teleajen, Prahova și Olt, iar legăturile cu Moldova se făceau prin Adjud, Valea Trotușului și Pasul Ghimeș.
Cheltuielile necesare întreținerii și înființării menzilurilor, procurării furajelor, a olacelor, a cailor și plata slujbașilor au fost suportate de țărani și de târgoveți până în prima jumătate a secolului al XVIII-lea. În timpul celei de-a doua domnii a lui Constantin Mavrocordat din Moldova, s-a luat hotărârea reorganizării poștelor, statul urmând să preia cheltuielile care până atunci erau suportate de țărani. Sumele necesare urmau să fie acoperite prin dări puse asupra satelor și târgurilor. În octombrie 1775, Alexandru Ipsilanti, domnitorul din Țara Românească, a adus modificări sistemului, hotărând ca statul să preia cheltuielile. La conducerea menzilurilor au fost numiți căpitani de menzil sau de poștă, iar caii urmau să fie cumpărați cu bani din vistieria țării. Poșta era condusă la nivel central de doi căpitani de poștă cu reședința la București.
În urma rărboiului austro-ruso-turc, serviciile poștale din Moldova și Țara Românească au trecut sub autoritatea armatelor de ocupație, fapt care le-a adus mari prejudicii. Poște se afla într-o stare de dezorganizare care impunea luarea de măsuri din partea statului. Domnitorul Alexandru Moruzi a încercat să găsească o formulă de refacere a poștei, luând hotărârea de a concesiona poștele unor anteprenori particulari, iar statul controla activitatea concesionarilor prin intermediul hatmanului poștelor. Personalul era numit de către anteprenori și domnie în baza unei înțelegeri. Primii concesionari au fost C. Scufa în Moldova și Ion Hagi Moscu în Țara Românească. Tarifele s-au dublat: de la 10 bani de cal pe oră la 20 de bani de cal pe oră. Persoanele particulare au primit dreptul de a călători cu poșta în baza unui permis special.

## Primele mărci poștale românești
În România, primele mărci poștale au apărut în 1858,iar patrimoniul clasic al filateliei românești cuprinde timbre din perioada 1858 - 1872. Mărcile CAP DE BOUR au fost primele mărci poștale gumate din sud-estul Europei. La gumare a fost utilizata "gummi arabicum" aplicata manual. În Grecia, primele mărci poștale au apărut în anul 1861, în Turcia în 1863, în Serbia în 1866 și în Bulgaria în 1879.

### Prima emisiune din 1858

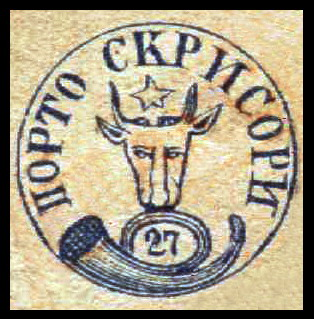
Imagine dintr-un album a locului unde trebuia pus primul timbru din prima emisiune de mărci poștale, 1858

Prima emisiune de mărci poștale românești intitulată Cap de bour a fost tipărită la 15 iulie 1858 și a intrat în circulație la 22 iulie 1858 la biroul poștal din Iași și la 8 august 1858 la celelalte birouri poștale moldovene, iar la 31 octombrie 1858 a fost retrasă. Emisiunea a fost tipărită la Iași la tipografia Atelia Timbrului, în timpul caimacamiei lui Nicolae Vogoride.
A fost creat după model austriac și au fost folosite matrițe de oțel pentru tipărirea sa. Marca poștală a constituit o mare revoluție în sistemul de comunicare organizat, poștal, dar și o mișcare politică împotriva suzeranității otomane, care nu agrea, în Țările Române, niciun fel de autonomie instituțională sau economică, cum ar fi moneda proprie, însemnele sau drapelul.
Timbrul reproducea într-un cerc capul de bour, semn heraldic de pe stema Principatului Moldovei, o goarnă poștală, o stea în cinci colțuri, legenda «porto scrisori» scrisă cu litere chirilice și valoarea nominală a timbrului, amplasată în interiorul buclei de formă eliptică a goarnei poștale. Cercul avea dimensiunile de 19,5 mm la valorile de 27 și 54 de parale, 19,75 mm la valoarea de 81 parale și 20,25 mm la valoarea de 108 parale.
Prima serie de mărci poștale din spațiul românesc era formată din patru valori: 27, 54, 81 și 108 parale. Tirajul a fost mic: 6.016 la marca de 27 de parale (din care s-au vândut 3.691 exemplare), 10.016 la cea de 54 de parale (din care s-au vândut 4.772 exemplare), 2.016 la 81 de parale (din care s-au vândut 709 exemplare) și 6.016 la 108 parale (din care s-au vândut 2.574 exemplare).
Imprimarea timbrelor s-a făcut pe coli de 32 de mărci poștale în patru rânduri a câte opt bucăți. Erau astfel dispunse încât la mijlocul fiecărei coli se formau opt perechi de tête-bêche. Hârtia era specială, de proveniență străină, având grosimea, structura și culoarea diferită. Ca adeziv pentru gumare a fost folosită gumă arabică de culoare galben-brun care era aplicată manual în straturi inegale și neuniforme.

### A doua emisiune din 1858

Foaie de album filatelic

Foaie de album filatelic

În Moldova, Nicolae Vogoride a fost înlocuit cu „triumviratul“ I. A. Cantacuzino, Vasile Sturdza și Anastasie Panu.
Odată cu introducerea a tarifului poștal unic, a fost întreruptă circulația acestei prime serii de timbre și la 1 noiembrie 1858 a fost pusă în circulație emisiunea a doua „Cap de bour” cu trei valori: 5 parale, 40 de parale și 80 de parale. Această serie de mărci poștale are astăzi o valoare filatelică mai mică. Timbrul reproducea semnul heraldic de pe stema Principatului Moldovei, o goarnă poștală, o stea în șase colțuri în loc de cinci, legenda «PORTO GAZETEI» sau «PORTO SCRISOREI», iar valoarea nominală a timbrului era scrisă cu latine, alfabetul chirilic folosindu-se numai la scrierea cuvântului „PAR”. Forma rotundă a mărcilor poștale a fost înlocuită cu un dreptunghi ușor rotunjit la colțuri, cu lățimea mai mică decât înălțimea. Imprimarea timbrelor s-a făcut tot la Atelia Timbrului din Iași, în coli de 32 de mărci poștale în patru rânduri a câte opt bucăți, dispuse astfel încât la mijlocul fiecărei coli se formau opt perechi de tête-bêche. Hârtia era specială, de proveniență engleză, era subțire, aproape transparentă, azurată, albă sau gălbuie. Cea de-a doua emisiune a fost retrasă la 1 mai 1862, ultima dată de circulație cunoscută fiind 3 mai 1862 la oficiul poștal din Botoșani.
Marca poștală cu legenda «PORTO GAZETEI» era destinată francării expedierii prin poștă a ziarelor și imprimatelor. Cu această marcă s-a realizat cea mai celebră francatură compusă, formată din cinci mărci în ștaif plus o pereche și un exemplar izolat care au fost aplicate pe un număr din ziarul ieșean Zimbrulu și Vulturulu. Gazeta este cotată printre cele mai importante rarități ale filateliei mondiale.
Mărcile poștale „Cap de bour” au fost nedantelate și au avut putere de circulație numai în Moldova. A doua emisiune a totalizat 10.001 timbre.
|                 |                     |                     |
| 5 parale (1858) | 40 de parale (1858) | 80 de parale (1858) |

### Emisiunea Principatele Unite
Din anul 1859, Moldova și Țara Românească au avut un domnitor unic, Alexandru Ioan Cuza. În 1862 a apărut un timbru poștal unitar, a treia marcă, „Principatele Unite“, cu trei valori, în care se regăseau stemele reunite ale celor două țări române, bourul și vulturul. Întrucât Țările române se aflau încă sub suzeranitate turcească și nu aveau monedă națională, valorile celor trei timbre (3, 6 și 30) erau menționate tot în parale. Acestea au fost primele mărci poștale „franco” românești, care arătau că plata prestației poștale s-a făcut anticipat. Pe mărcile poștale cap de bour, cuvântul „PORTO” a fost înscris greșit în legendă. Pentru prima dată în România, inscripția FRANCO a apărut pe emisiunea „Principatele Unite”, la 26 iunie 1862 - 31 decembrie 1864. În prezent, toate mărcile poștale curente sunt considerate mărci franco.
Primul colecționar român, Dimitrie C. Butculescu, a apărut la doi ani după tipărirea primei emisiuni „Cap de Bour“. În 1891, el a fondat Societatea Filatelică Română. În prezent, în lume, sunt monitorizate 750 de exemplare de „Cap de Bour“ din prima emisiune, dintre care 50 se află în România.
|                 |                 |                  |
| 3 parale (1862) | 6 parale (1862) | 30 parale (1862) |

## Mărcile poștale clasice
Mărcile Cuza din 1864, realizate de litograful G. Wonnenberg, neemise, și Cuza din 1865, realizate de editura SOCEC care au intrat în circulație, au fost vândute după un timp la diverși comercianți. Mărcile Cuza fost primele mărci clasice românești litografiate, acest procedeu de imprimare fiind menținut până în anul 1872.

### Mărcile Cuza „necirculate”

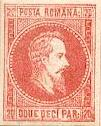
20 parale

În 1864 a fost tipărită emisiunea cunoscută sub numele de „Cuza neemise”, formată din trei mărci nedantelate de 2 parale, culoare galbenă, în tiraj de 40400 de bucăți, de 5 parale, culoare albastră, tiraj de 77200 de bucăți și de 20 de parale, culoare roșie în tiraj de 82500 de bucăți. Timbrele reprezentau profilul domnutorului Cuza cu efigia spre dreapta în cerc, aveau în partea de sus inscripția POSTA ROMANA, iar în partea de jos valoarea în litere. valoarea în cifre figurează în cele patru colțuri ale mărcilor.
Aceste mărci nu au circulat și se găsesc numai în stare neobliterată. Au fost comandate de Cezar Librecht, directorul general al D.P.T., de la litograful G. Wonnenberg, din cauză că I.V. Socec care preluase comanda Ministerului de Finanțe, nu a livrat la timp mărcile. Comanda lui Ceza Librecht a fost livrată la timp în decembrie 1864, însă la 8/20 ianuarie 1865 au sosit și mărcile comandate de ministerul de Finanțe. Mihail Kogălniceanu, prim-ministrul din acel moment a dat dispoziții să se cerceteze cazul și a hotărât ca mărcile comandate lui I. V. Socec să fie puse în circulație poștală, iar cele tipărite de Wonnenberg să fie stocate în tezaurul poștei.

### Mărcile Cuza „circulate”
|                 |                 |                  |
| 2 parale (1865) | 5 parale (1865) | 20 parale (1865) |

Primele mărci poștale care au circulat cu inscripția Poșta Română au apărut în emisiunea „Alexandru Ioan Cuza” din 9/21 ianuarie 1865, formată din trei mărci poștale nedantelate, și reprezentau profilul domnitorului Alexandru Ioan Cuza, cu efigia în oval, și cu fața înspre dreapta. Acestea au fost scoase din uz, după abdicarea din 11 februarie 1866 a domnitorului Cuza.

### „Carol cu favoriți” și „Carol cu barbă”
|                      |                      |                       |               |               |
| 2 parale (1866-1867) | 5 parale (1866-1867) | 20 parale (1866-1867) | 2 bani (1868) | 3 bani (1870) |

Noile timbre din anii 1866-1867, din emisiunea „Carol cu favoriți”, formată din trei mărci poștale nedantelate, îl reprezentau pe regele Carol I din profil, cu efigia în cerc și cu fața spre stânga, într-un stil similar timbrelor franțuzești din acea perioadă, având valorile de 2, 5 și 20 de parale.
Odată cu adoptarea leului în 1867, a fost nevoie de mărci poștale cu noile valori. Astfel, la 20 ianuarie/1 februarie 1868 a apărut emisiunea „Carol  cu favoriți”, timbre nedantelate care reprezentau într-un medalion pe Carol I și aveau valorile de 2, 3, 4 și 5 bani. Marca poștală cu valoarea de 3 bani a fost adăugată doar în anul 1870.
|               |                |                |                |                |
| 5 bani (1869) | 10 bani (1869) | 15 bani (1869) | 25 bani (1869) | 50 bani (1869) |

Între 20 martie/1 aprilie 1869 și 30 septembrie/12 octombrie 1872, a fost pusă în circulație emisiunea „Carol cu favoriți” într-un nou design, cu efigia într-un oval a lui Carol I, din profil, cu barbă și favoriți, cu fața îndreptată spre stânga. Cele cinci mărci aveau valorile de 5, 10, 15, 25 și 50 de bani.
|               |                   |                |                   |
| 5 bani (1871) | 10 bani (1871-72) | 25 bani (1871) | 50 bani (1871-72) |

Între anii 1871-1872, Poșta Română a emis cinci mărci cunoscute sub numele de „Carol cu barbă”, nedantelate care aveau valorile de 5, 10, 15, 25 și 50 de bani.
În perioada 15/27 februarie și 30 septembrie/12 octombrie 1872 a circulat o nouă emisiune de trei valori de 5, 10 și 25 de bani cunoscută sub denumirea de „Carol cu barbă”, dantelate. Acestea au fost primele mărci poștale dantelate care au apărut în România.
Ultimele mărci poștale clasice litografiate românești au fost emise în perioada 20 iulie/1 august și 30 septembrie/12 octombrie 1872 și sunt cunoscute sub denumirea „Carol cu barbă” (emisiune defectuoasă) cu efigia în oval. Emisiunea este formată din două mărci poștale nedantelate.

## Mărcile poștale postclasice

### Emisiunea poștală Paris
Este prima emisiune în care pe timbre apare " ROMANIA "  

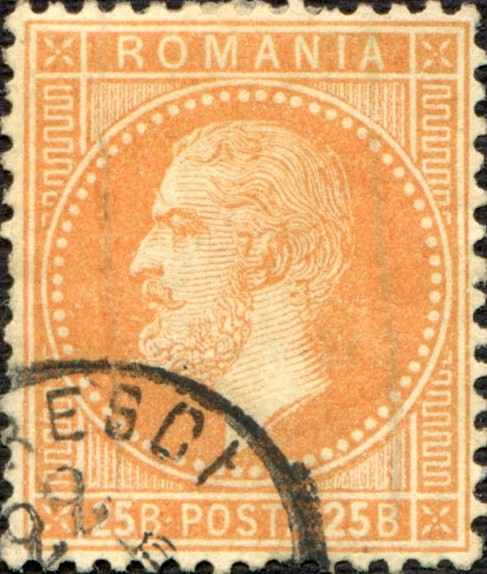
Timbru din emisiunea Paris

Reprezentarea regelui Carol I în medalion a revenit în anul 1872, când au intrat în uz timbrele cu imprimare pariziană, o emisiune care cuprindea șapte valori. Emisiunea Paris cuprinde mărci poștale postclasice. Mărcile sunt dantelate și au fost tipărite pe hârtie simplă de grosime mijlocie, ușor colorată, fără filigran, excepție făcând doar marca cu valoarea de 10 bani care a fost tipărită pe hârtie albă.
Imprimarea s-a făcut la Atelierul Timbrului de la Hôtel de Monnaie (Monetăria statului francez) din Paris în baza comenzii din 20 ianuarie 1870. Clișeele originale au fost gravate de Albert Barré care s-a inspitat după emisiunile poștale „Ceres”, 1849-1850, „Napoleon III”, 1852 din Franța și „Hermes - cap mare”, 1861 din Grecia, care au fost imprimate la același atelier din Paris. Mărcile poștale au fost gravate pe plăci de oțel de către A. Hulot, în coli mari ce conțineau 300 de mărci poștale aranjate în două blocuri a câte 150 de mărci aranjate pe 15 rânduri orizontale a câte 10 mărci care erau despărțite printr-un spațiu de 4 cm. Modelul era comun pentru toate valorile, iar desenul consta dintr-un cadru dreptunghiular de 19,5 x 22,5 mm. În cartușul superior era înscris numele țării emitente „ROMANIA”, iar în cartușul inferior cuvântul „POSTA”, între cifrele care indicau valoarea mărcii poștale, urmată de litera B, inițiala cuvântului bani. Pe părțile laterale este trasată o ornamentație în zigzag denumită „greacă”, iar la cele patru colțuri se află câte un motiv ornamental în formă de cruce a lui Sfântului Andrei. În centrul mărcii poștale se află un medalion compus dintr-un cerc perlat alcătuit din 65 de puncte albe în mijlocul căruia se află efigia domnitorului Carol I cu fața îndreptată spre stânga. Emisiunea Paris a fost înlocuită treptat cu noi emisiuni asemănătoare care au fost tipărite în București. Clișeele folosite erau fie aduse de la Paris, fie erau clișee noi gravate la București.

### Emisiunea poștală București
Din octombrie 1876  până în aprilie 1879 au fost tipărite la București, la noua tipografie a Imprimeriei Statului „Fabrica de timbre”, două noi emisiuni: BUCUREȘTI I și BUCUREȘTI II culori schimbate. Clișeele utilizate aveau un grad înaintat de uzură, deoarece au fost folosite la realizarea emisiunii poștale „Paris”. Tirajele primei emisiuni au fost defectuoase, deoarece erau lipsite de finețe, erau imprimate în culori slabe, execuția era neclară, iar inscripțiile nu erau citețe. Nivelul mediu al instalațiilor noii imprimerii și lipsa calificării superioare a personalului au fost cauze care au condus la calificarea emisiunii ca fiind „defectuoasă”.
La cea de-a doua emisiune, din luna aprilie 1879, au fost folosite clișee noi, confecționate la București sau clișee de la Paris, care au fost curățate și revizuite. Cel de-al doilea tiraj poartă numele de emisiunea poștală „București II - Culori schimbate”.
În imaginea alaturată o fantastică varietate de tipar pe 5 bani verde: ROMANKA cu K întors.

## Mărcile poștale false
Mărcile poștale false sunt mărci poștale contrafăcute, în dauna poștei sau a filateliștilor. La emisiunile poștale ale mărcilor românești se cunosc falsuri totale sau parțiale, de la emisiunile „Cap de bour” până la „Ferdinand” din anul 1920, excepție făcând  emisiunile „Îngerii” (1906), „25 de ani de regat” (1906), „40 de ani de domnie” (1906), „Gravate” (1906), „Obolul” (1907), „Jubileul Societății Române de Geografie” (1927), mărcile poștale cu supratipar „8 iunie 1930” și valoarea de 10 lei de la emisiunea „Jubileul de 30 de ani de la înființarea palatului P.T.T.” (1932). După anul 1945 nu s-au mai semnalat falsuri în filatelia românească.

## Simboluri feminine pe mărcile poștale românești
O emisiune filatelică a fost emisă de Romfilatelia cu sprijinul documentar al Societății Române de Radiofuziune pentru a sărbători 85 de ani de existență a Radioului românesc (1928-2013). Aceasta a fost pusă în circulație la 22 noiembrie 2013, având ca valori 1 timbru și 1 întreg poștal (plic de corespondență de format DL, având imprimat timbrul emisiunii). Tirajul a fost de 1.076.600 de timbre și 10.400 întreguri poștale. Relevantă este timbrul cu imaginea Elenei Văcărescu (1866-1947), în valoare de 14,50 lei și 1 minicoală cu 2 timbre (14,50 lei; 1 leu) și 14 vignete (cu rol decorativ), în valoarea totală de 15,50 lei. Cele două timbre de pe minicoală au imprimate imaginile a două personalități: Elena Văcărescu (14,50 lei) și Nicolae Iorga (1 leu). Pe vignete sunt imprimate imaginile a 10 personalități, printre care o regăsim pe Maria Tănase (1913-1963).
Emisiunea Stele de aur ale scenei și ecranului aduce un omagiu personalităților culturale și artistice ale României, din teatru și film, prin punerea în circulație a 12 valori nominale identice (1.60 lei). Dintre acestea se remarcă: Draga Olteanu Matei, Olga Tudorache, Ileana Stana Ionescu, Tamara Buciuceanu Botez, Sanda Toma, Valeria Gagealov. Emisiunea a fost pusă în circulație de Romfilatelia la 1.03.2014, tirajul fiind de 78480 de timbre.
Următoarea emisiunea, pusă în circulație de Romfilatelia la 18.03.2016, cu un tiraj de 1.034.260 de timbre, a avut sprijinul documentar al mai multor instituții de cultură și persoane fizice. Aceasta aduce un omagiu mai multor personalități românești contemporane, în număr de 6, din mai multe domenii: cultură, artă, tehnică, religie. Ordinea acestora se raportează la valoarea timbrului ilustrat cu imaginea lor: Constantin Brâncuși (1 leu), George Enescu (2 lei), George Emil Palade (3,5 lei), George Constantinescu (4 lei), Ana Aslan (12 lei), Dumitru Stăniloae (31 lei).
Imaginea Anei Aslan (1897-1988) este imprimată pe o marcă poștală cu valoarea nominală de 12 lei. Aceasta a fondat primul Institut de Gerontologie și Geriatrie din lume (1952), fiind și inventatoarea medicamentelor pentru prevenirea și încetinirea proceselor de îmbătrânire Gerovital (1956) și Aslavital (1960).
Istoria personalităților feminine din familia regală a României este ilustrată printr-o emisiune de mărci poștale care prezintă cele patru cupluri regale, alături de monogramele acestora. Sprijinul documentar și fotografic a fost asigurat de Casa Regală a României. La data de 30.01.2015 a fost pusă în circulație cu 4 valori nominale, tirajul fiind de 63.620 timbre și 51.000 întreguri poștale. 
Timbrul cu valoarea nominală de 3,1 lei îi ilustrează pe Regele Carol I și Regina Elisabeta, alături de monogramele acestora. Folosind pseudonimul literar-artistic Carmen Sylva, Regina Elisabeta a scris poeme, piese de teatru, nuvele, eseuri și alte lucrări în română, germană, franceză și engleză.
Timbrul cu valoarea nominală de 3,30 lei reproduce imaginile Regelui Ferdinand I și Reginei Maria, alături de monogramele acestora. Regina Maria, cunoscută ca Mama Răniților pentru ajutorul nemijlocit acordat soldaților în timpul Primului Război Mondial, a susținut cultura, a stabilit și menținut relații cu cele mai mari personalități politice, spirituale și sociale ale lumii, aducând România în atenția lor.
Continuând emisiunile filatelice dedicate regalității, Romfilatelia a pus în circulație la 25.10.2014 un timbru (cu valoarea nominală de 14.50 lei). Emisiunea a fost realizată cu sprijinul documentar și fotografic al Casei Regale a României, tirajul fiind de 23.061 timbre. Colița îl prezintă pe Regele Mihai I la biroul de lucru din palatul Elisabeta, alături de Regina Ana (2008). Pe marginea coliței sunt ilustrate mai multe imagini: Castelul Peleș în fundal, timbre cu portretul regelui în anumite etape de vârstă și stema României. 
Regina Ana este decorată cu ordinul Crucea de Război a Franței pentru faptele sale de eroism din Al Doilea Război Mondial, când a activat ca șofer de ambulanță în nordul Africii și apoi ca translator pentru câțiva dintre marii comandanți de pe frontul deschis în Europa Occidentală. Plicul ce are pe avers imagini cu Principesa moștenitoare Margareta marchează 25 de ani de la întoarcerea în țară a Principesei, fotografiile provenind din arhiva Casei Regale a României. 
Emisiunea Romii în pictura românească este dedicată minorității rome din România, având un tiraj de 56.000 de timbre. La nivel național, această minoritate este reprezentată prin Agenția Națională pentru Romi. Pe timbrul cu valoarea de 4,30 lei este ilustrat portretul unei femei rome, în viziunea lui Nicolae Grigorescu (1838-1907). Pe timbrul cu valoarea de 4,50 lei apare o femei romă, ducând un coș cu flori, în viziunea lui Pierre Bellet (1865-1924). Pe timbrul cu valoarea de 8.10 lei este ilustrată imaginea unei femei rome, care se odihnește rezemată de speteaza unui scaun, tablou de Nicolae Vermont (1866-1932). Pe vignetă se regăsește imaginea unui tablou de Theodor Aman (1831-1891), Țiganca din Valahia, pictată în 1884. 

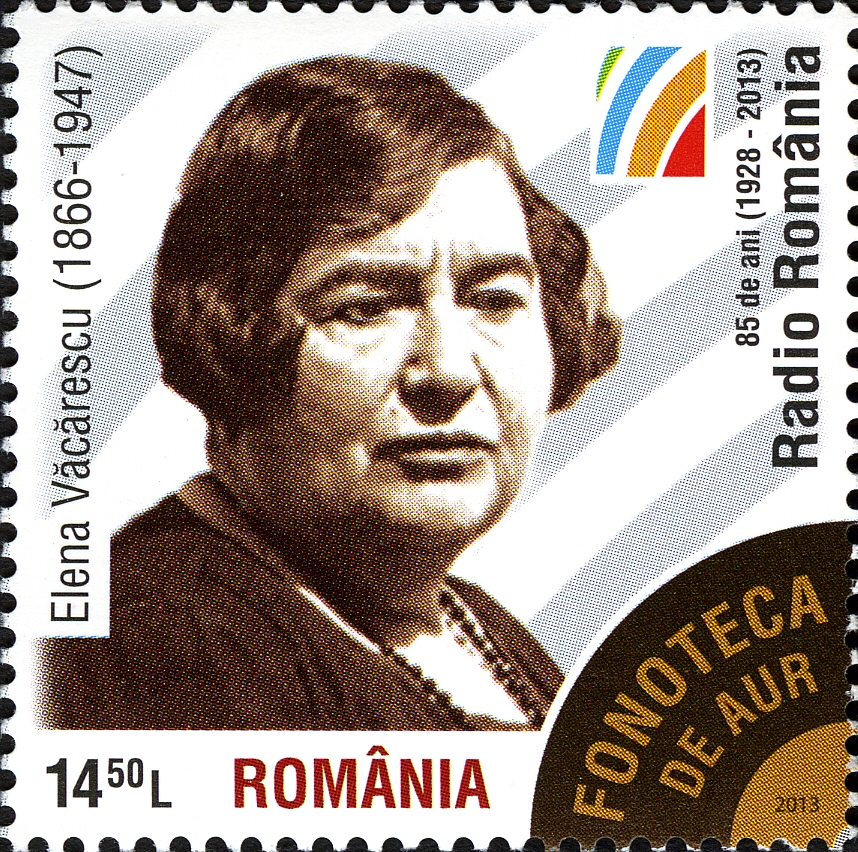
Elena Văcărescu (1866-1947)
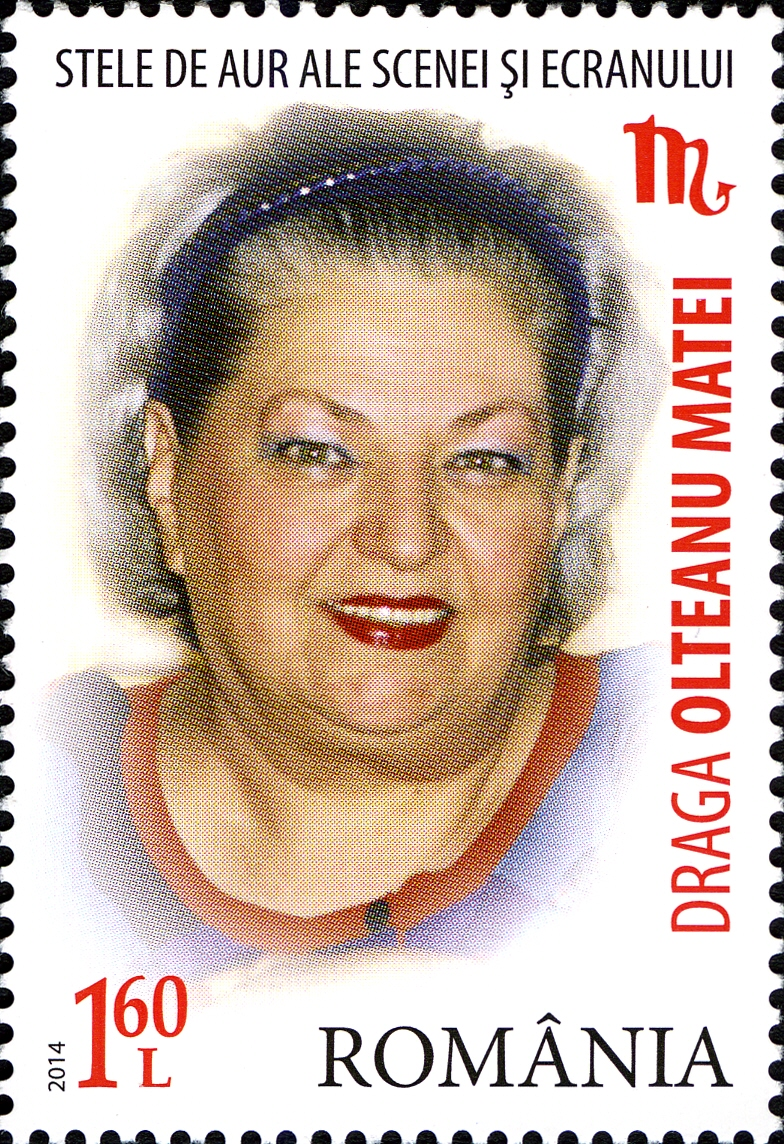
Draga Olteanu Matei
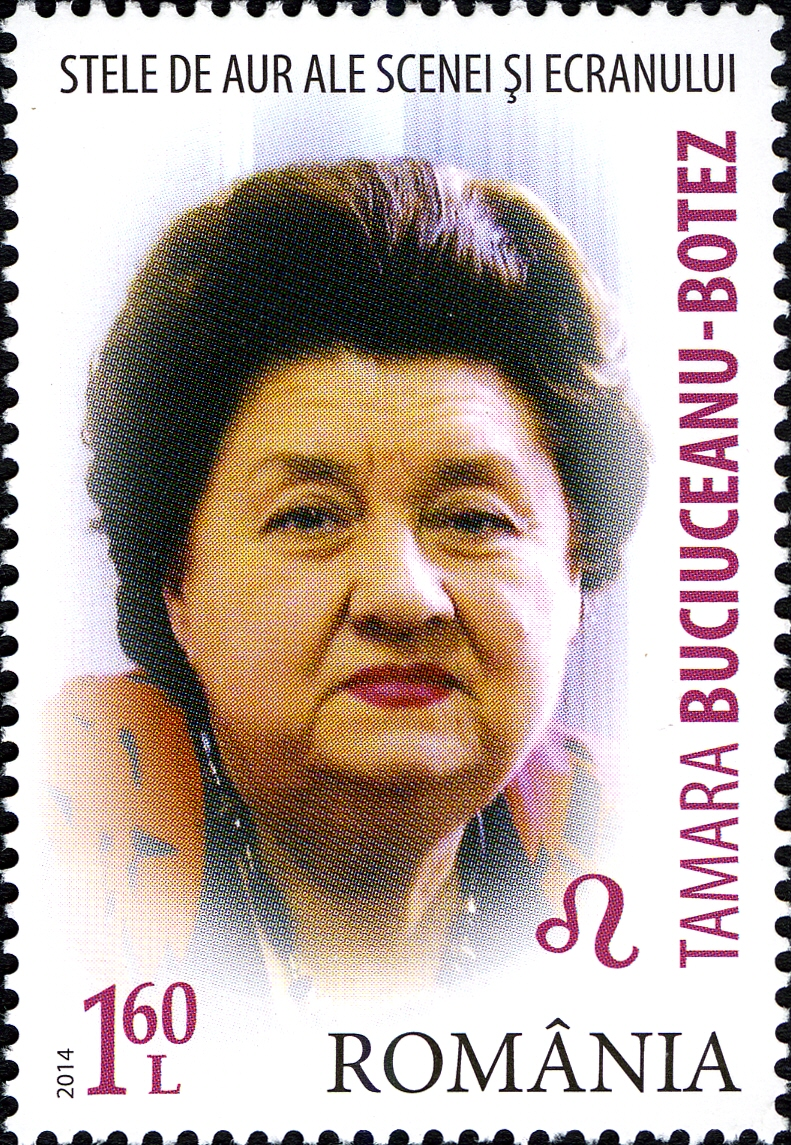
Tamara Buciuceanu
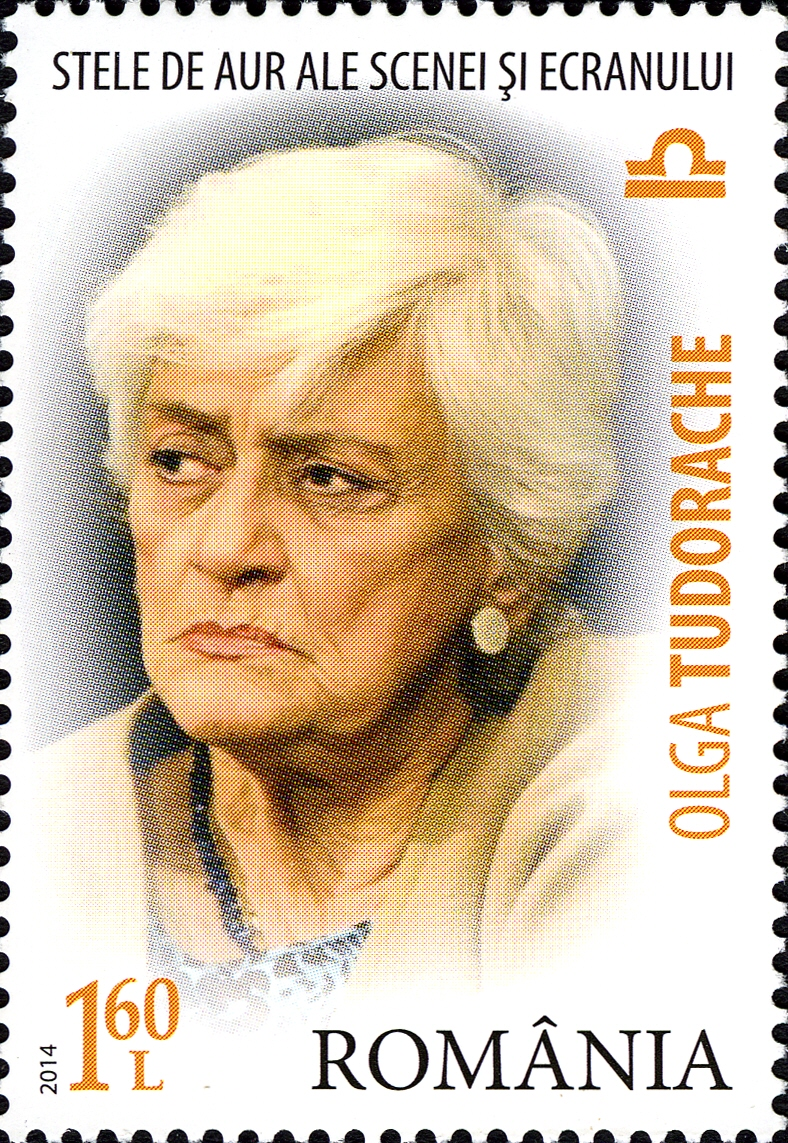
Olga Tudorache
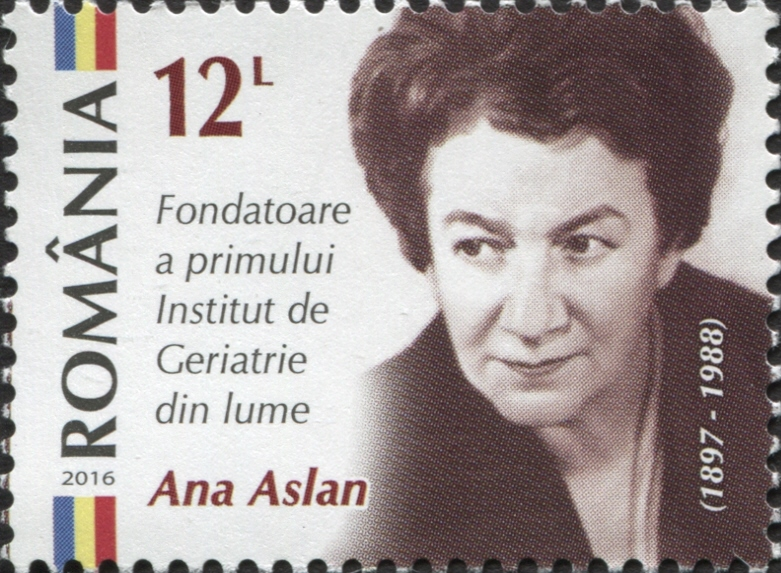
Ana Aslan